# Saint-Alban-les-Eaux
Saint-Alban-les-Eaux település Franciaországban, Loire megyében. Lakosainak száma 909 fő (2022. január 1.). Saint-Alban-les-Eaux Saint-André-d’Apchon, Villemontais, Arcon, Lentigny és Ouches községekkel határos.

## Népesség
A település népessége az elmúlt években az alábbi módon változott:
| Lakosok száma | 728  | 755  | 843  | 933  | 944  | 969  | 969  | 934  | 916  | 909  |
|               | 1968 | 1982 | 1990 | 2006 | 2013 | 2015 | 2017 | 2019 | 2020 | 2022 |